# Didier Malherbe
Pour les articles homonymes, voir Malherbe.
Didier Malherbe, né à Paris le 22 janvier 1943, est un musicien de jazz, de rock et de musiques du monde principalement connu en tant que membre du groupe de rock progressif Gong et de Hadouk Trio, un groupe d'ethno-jazz. Il est également poète et auteur de deux livres de sonnets.
Son premier instrument est le saxophone, mais il joue également d'autres instruments à vent : notamment la flûte bawu, le hulusi chinois, la clarinette alto, l'ocarina, le khên laotien, la sopilka ukrainienne. Depuis 1995, le doudouk — un hautbois joué dans la musique  arménienne — est son instrument favori.

## Biographie

### Avant Gong (1960-69)
Didier Malherbe commence à jouer du saxophone à 13 ans, après avoir entendu le thème de Charlie Parker, Bloomdido, titre qu’il adoptera plus tard comme pseudo. Après quatre ans d'étude du saxophone  avec Jacques Desloges, il commence à participer aux jam sessions des clubs de jazz parisiens dont le "Chat qui pêche", et côtoie Alby Cullaz, Eddy Louiss, Jacques Thollot... ensuite il prend un virage qui le conduit sur une voie détournée du jazz « "J’ai préféré aller voir ailleurs". »
En 1961, après avoir entendu le premier disque de Ravi Shankar, il met le cap sur l’Asie, séjourne en Inde découvre la musique modale et la flûte en bambou de l’Inde du sud bansuri,. De retour à Paris, il prend des cours de flûte classique, tout en suivant parallèlement des études de langues anciennes à la Sorbonne. En 1964-65, il séjourne dans une communauté de « freaks » à Marrakech, où il rencontre Davey Graham.
En 1966, il participe à la musique du film Chappaqua, signée Ravi Shankar, et s’essaie pour la première fois au rock. Il électrifie son sax, participe à la comédie-rock à succès de Marc'O, Les Idoles, au Bilboquet puis à Bobino. Ce spectacle connaît un fort retentissement et est adapté en film en 1968 au générique duquel figure Didier Malherbe.
À l’été 1968, il part pour Majorque, dans les Baléares, où il trouve refuge dans la propriété de l’écrivain Robert Graves. Il y travaille la flûte, et se lie à Kevin Ayers et Daevid Allen, ex-membres de Soft Machine, dont il évoquera plus tard le concert à La Fenêtre Rose, fin 1967, qui avait agi sur lui comme un « déclencheur ».
En 1969, de retour à Paris, il intègre un trio de raga-blues-folk Morning Calm, et fait du free-jazz avec le pianiste américain Burton Greene, participant à son disque enregistré pour le label BYG. Sur ce même label il participe, en 1969, à Magick Brother, le premier disque de Gong, avec des musiciens d’horizons divers, de pop comme de jazz.

### Les années Gong (1969-77)
Gong devient un vrai groupe à l'occasion du festival d'Amougies en octobre 1969. Daevid Allen donne à Malherbe le surnom de « Bloomdido Bad De Grasse », combinaison du titre du fameux standard de Charlie Parker et d’une traduction anglaise approximative de son nom de famille.

Avec les albums Camembert électrique (1971) et Continental Circus (1972, b.o. du film homonyme de Jérôme Laperrousaz) Gong, devient, avec notamment Magma, l’un des groupes phares de la scène underground française de la période, qui tourne dans le circuit des MJC. Fidèle lieutenant d’Allen, Bloomdido traverse stoïquement les incessants remaniements du groupe, et survit même au départ du guide et fondateur en 1975, au lendemain de la trilogie Radio Gnome Invisible, publiée sur le tout jeune label Virgin : Flying Teapot, Angel's Egg (1973) et You (1974). Il peaufine un son original en électrifiant son instrument et apporte au groupe de nombreuses idées mélodiques, « que j’ai données comme ça, dans une atmosphère communautaire. C’est un des traits de mon caractère et de ma musique : je suis un spontané, un improvisateur. »

« Il a toujours été et reste le meilleur musicien de Gong. Il est vraiment virtuose – mais il l’est tellement qu’il ne le montre jamais »

— Daevid Allen (1977)
Après les départs en 1975 d’Allen puis de Steve Hillage, Gong se dirige vers une musique plus jazz-fusion, influencée par Weather Report, à laquelle Malherbe apporte une couleur plus world-music, perceptible dans Bambooji, sur l'album Shamal (1976), qui annonce la suite de sa carrière.
Une ultime formule, avec section de percussions et Allan Holdsworth à la guitare, enregistre ensuite Gazeuse! (1977).

### Bloom (1977-81) et Faton Bloom (1982-87)
En 1977, il forme Bloom dans un esprit “jazz-rock, mais joué de façon personnelle, avec des mesures composées, des trucs un peu funky, et des textes déliros”. La revue Best évoquera un “malicieux lutin saxophonifère, foisonnant d'idées neuves, qui a su recevoir beaucoup d'influences diverses et forger sa propre musique, ou plutôt ses propres musiques, car Malherbe n'est jamais prisonnier d'un style”. Puis des formules plus légères, Duo Du Bas avec Yan Emeric Vagh, et Duo Ad Lib avec Jean-Philippe Rykiel, lui succéderont.
En 1982, il entame une collaboration avec Faton Cahen, l’ancien pianiste de Magma et Zao, plus Rémy Sarrazin (basse), Éric Bedoucha (batterie) et Roger Raspail (percussions) pour former Faton-Bloom. Un album éponyme paraît en 1986, décrit par Rock & Folk comme « un cocktail-fusion où tous les styles - jazz, rock, samba, funk, beguine… - sont abordés avec bonheur, pour se fondre en une seule et unique musique inétiquettable ».

### Sous son nom (1990-98)

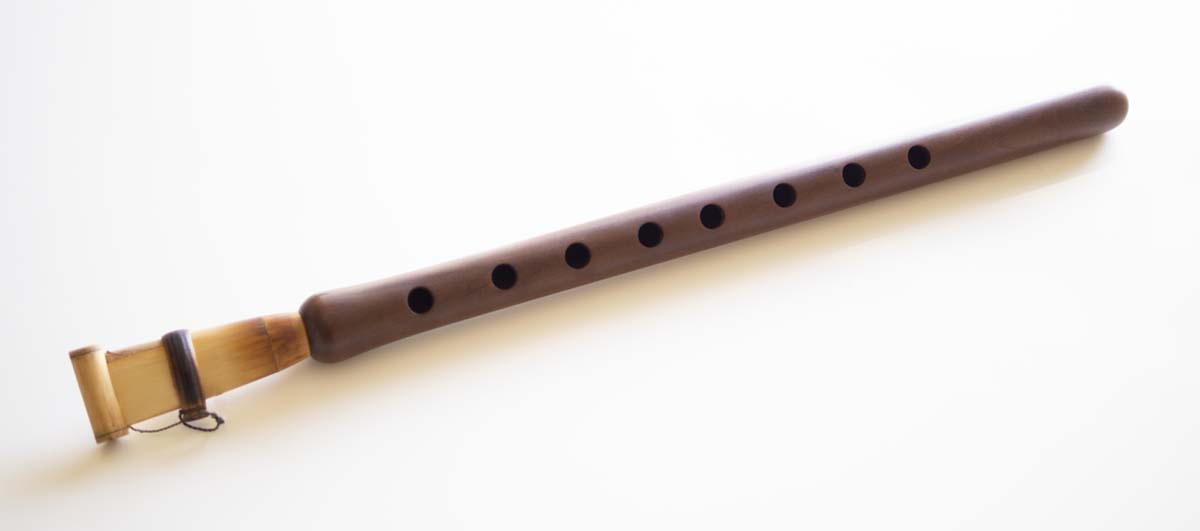
Un doudouk, hautbois arménien.

En 1990, Didier Malherbe publie son premier véritable album solo, Fetish, entouré d’une formation pléthorique, et qu'il qualifiera de “très éparpillé”. Il s'y essaie notamment au synthétiseur à vent Yamaha WX7.
Il signe ensuite sur le label Tangram, et publie fin 1992 Zeff marqué par “un plus grand souci d’unité” et par une "spontanéité totale". Le succès est au rendez-vous, grâce à une critique dithyrambique de Télérama. Le son très particulier du Zeff flûte harmonique recourbée en PVC, connaîtra les honneurs de la bande originale du film 1492 : Christophe Colomb de Ridley Scott, pour laquelle Vangelis fera appel à ses services ainsi que de France 3 qui l’utilisera pour l’habillage sonore de la chaîne (journaux d’information, annonces…).
En 1992, il retrouve Daevid Allen dans un revival de Gong concerts, qui aboutit à l’album Shapeshifter.
Sortie de Fluvius (1994), en quartet avec Loy Ehrlich, Henri Agnel et Shyamal Maïtra, "qui célèbre le cycle de l'eau en suivant l'écoulement du fleuve de sa source. . . à l'océan (blues de l'horizon) Francis Grosse

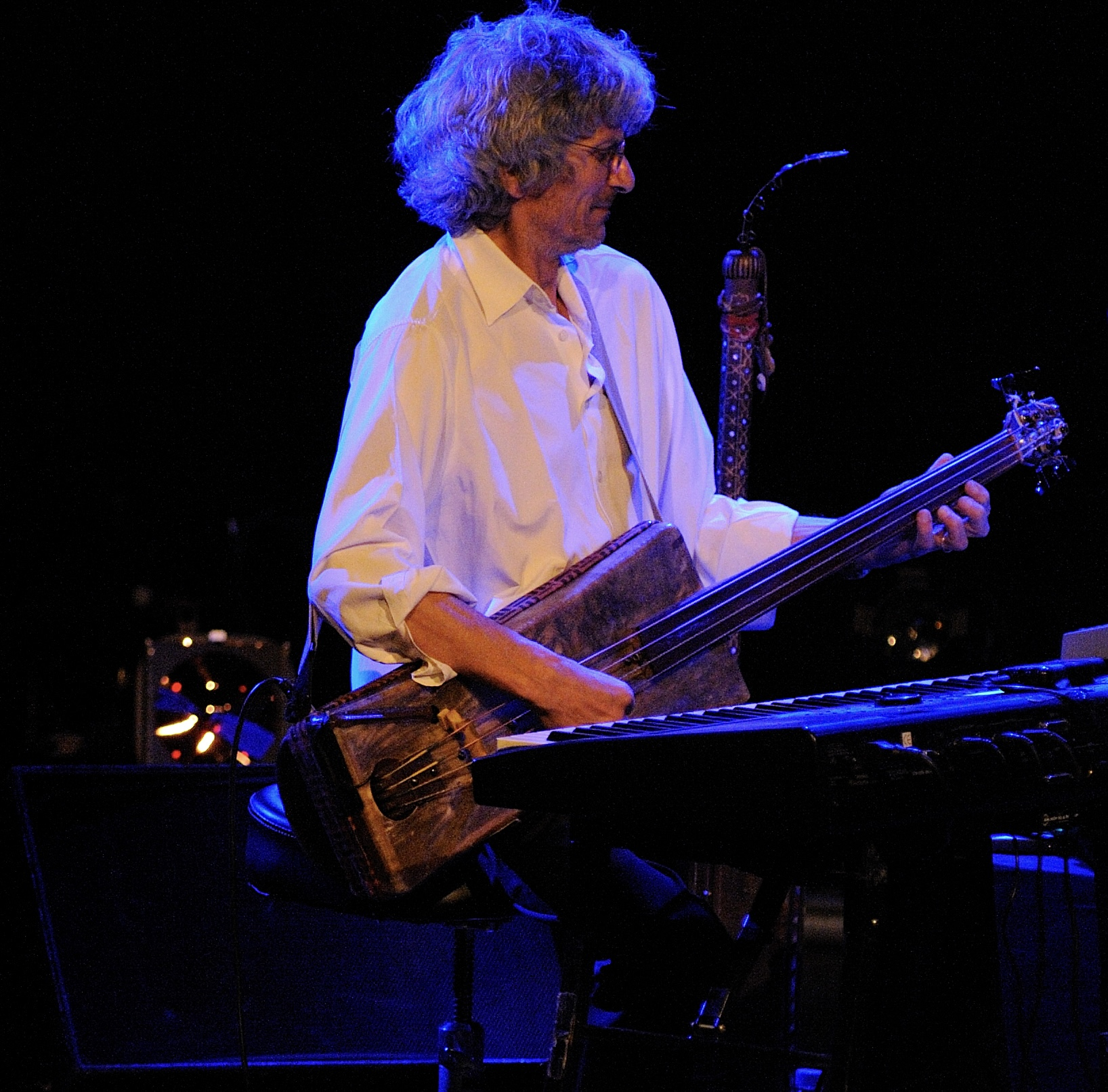
Loy Ehrlich jouant du guembri.

En 1996, naissance de Hadouk avec Loy Ehrlich en duo, ainsi baptisé en référence à leurs instruments de prédilection, Hajhouj (basse ou guembri africaine) et Doudouk (duduk, hautbois arménien à anche double). Une musique qui « ne répond ni à une mode, ni à une opération de marketing, mais à l'interpellation d'un futur mondialisé », écrit Jazzman.
Parallèlement, Malherbe participe tout au long des années 1990 aux tournées Classic Gong, en Europe, États-Unis, Japon. Il quitte le groupe en 1999, mais le retrouvera régulièrement en "guest-star", sur scène DVD Subterranea et sur disques les albums Zero To Infinity et 2032.
Avec le guitariste Pierre Bensusan en 1997 ils produisent le CD Live at the New Morning.

### Hadouk Trio (1999-2012)
En 1999, le duo Malherbe/Ehrlich s'enrichit du percussionniste américain Steve Shehan et publie l'album Shamanimal sous le nom de Hadouk Trio. Fort d'un excellent accueil critique, le trio se produit notamment au festival Nancy Jazz Pulsations. Sa maîtrise du duduk lui vaut à d'être invité en 2001 par Djivan Gasparyan au Festival international du doudouk en Arménie, puis à Moscou et Saint-Pétersbourg.
La même année, il publie un livre de sonnets sur l'anche et le roseau, L'Anche des Métamorphoses, réédité au début de 2013 aux éditions Buissonnières. L'ouvrage donne lieu à un spectacle en solo, où se mêlent lectures et interludes musicaux.
En 2003 sort enfin le deuxième CD d'Hadouk Trio, Now. Le trio participe au Festival de jazz de Saint-Sébastien, à Jazz sous les pommiers, et publie deux témoignages captés en concert, le double-CD Live à FIP (2004) et le DVD Live au Satellit Café (2005), qui inaugure une collaboration durable avec le label Naïve Records.
La sortie du troisième CD studio Utopies (2006) coïncide avec la participation d'Hadouk Trio à la Gong Unconvention d'Amsterdam, festival qui culmine avec les retrouvailles du Gong des années 1970. Deux concerts dans le cadre du Cabaret Sauvage en mai 2007 donnent lieu au CD et DVD live Baldamore. Quelques jours plus tard, Hadouk Trio se voit décerner lors des Victoires du jazz le trophée de "meilleure formation de l'année".
Le dernier opus en date du trio, Air Hadouk est sorti en 2010. Il est suivi de tournées en Grande-Bretagne et en Inde, et d'une apparition au Paris Jazz Festival.
En 2010, il forme un duo avec le guitariste Éric Löhrer, publiant l'année suivante le double-CD Nuit d'Ombrelle, constitué de standards de jazz interprétés au duduk et à la guitare acoustique (Thelonious Monk, Duke Ellington…) et de pièces improvisées. Album sélectionné par FIP  et bien accueilli par la presse,,
Depuis 2012, Didier Malherbe participe à plusieurs rencontres musicales animées par Jean-François Zygel, parfois en trio avec le percussionniste Joël Grare (Le Tour du Monde en 80 minutes), ainsi qu'à son émission télévisée La Boîte à Musique sur France 2.
En 2013, Naïve a réédité les 4 premiers CD d'Hadouk Trio sous la forme d'un coffret, dont la sortie coïncide avec son concert à la salle Gaveau le 2 février.

### Hadouk Quartet (2013-2019)
En mai 2013, avec Loy Ehrlich ils inaugurent à l'occasion d'une résidence au Triton un nouveau chapitre de l'aventure Hadouk, cette fois en quartet avec Éric Löhrer à la guitare et Jean-Luc Di Fraya aux percussions et au chant. Le quartet publie fin 2013 un premier CD, Hadoukly Yours, sur le label Naïve. Deux nouveautés venant de Chine s'ajoutent à son instrumentarium : la flûte bawu et le hulusi.
En mars 2017 sort le nouveau CD Hadouk, Le Cinquième Fruit, sur le label Naïve/Belive.

### Spectacle Solo / Musique & Poésie / Hadouk Duo (2013-2024)
Didier Malherbe a publié deux livres de sonnets : L'Anche des Métamorphoses, réédité aux éditions Buissonnières, et Escapade en Facilie édité chez Le Castor Astral.
Avec ses instruments favoris le doudouk arménien, la flûte bawu, le hulusi chinois, la clarinette alto, l'ocarina, le khên laotien, la sopilka ukrainienne, le pipeau moldave, les «Toupies Tambour»  DM a créé un spectacle de poésie slam alterné de musique joué au :  Festival RAMI  la Scène nationale d'Orléans, au Triton, au Conservatoire de Nanterre, à la Médiathèque de Baud, au Marché de la Poésie à Paris, à l'Esprit Frappeur Lausanne, au Domaine de Chamarande (en compagnie de La Tribu au Sud du Nord, une formation constituée de grands noms du jazz français).

## Discographie

### Avec Gong
- 1970 : Magick Brother (BYG Records)
- 1971 : Camembert électrique (BYG)
- 1971 : Continental Circus (Phillips)
- 1972 : Glastonbury Fayre 1971 (Revelation)
- 1973 : Flying Teapot (BYG/Virgin)
- 1973 : Angel's Egg (Virgin)
- 1974 : You (Virgin)
- 1976 : Shamal (Virgin)
- 1977 : Gazeuse! (Virgin)
- 1977 : Gong est mort, vive Gong (Tapioca/Celluloïd)
- 1977 : Live Etc. (Virgin)
- 1990 : Live au Bataclan 1973 (Mantra)
- 1990 : Live at Sheffield 74 (Mantra)
- 1992 : Shapeshifter (Mélodie/Celluloïd)
- 2000 : Zero to Infinity (Snapper Music)
- 2004 : I Am Your Pussy (CD japonais Highland HL-664)
- 2009 : 2032 (G-Wave)
- 2014 : Bremen Concert 1974 (CD japonais Highland Project HLP-120)
- 2019 : Love from the Planet Gong - The Virgin years 1973-75 (13 disc box Virgin 675 890-1)

### Sous son nom
- 1980 : Bloom (EMI-Sonopresse, rééd. Voiceprint)
- 1986 : Faton Bloom avec Faton Cahen (Cryonic, rééd. Mantra)
- 1987 : Saxo Folies avec Armand Frydman (Koka Media)
- 1990 : Fetish (Mantra)
- 1992 : Zeff (Tangram)
- 1994 : Fluvius (Tangram)
- 1996 : Hadouk avec Loy Ehrlich (Tangram)
- 1997 : Live at New Morning avec Pierre Bensusan (Acoustic Music)
- 2003 : Windprints / L'Empreinte du Vent (Cezame)
- 2008 : Carnets d'Asie et d'Ailleurs avec Loy Ehrlich (Vox Terrae[17])
- 2011 : Nuit d'Ombrelle avec Éric Löhrer  (Naïve Records)
- 2021 : The Yanqging & the Wind  avec Yaping Wang (Cezame)

### Avec Hadouk Trio (Didier Malherbe / Loy Ehrlich / Steve Shehan)
- 1999 : Shamanimal  (Mélodie rééd. Naïve Records)
- 2002 : Now  (Mélodie rééd. Naïve Records)
- 2004 : Hadouk Trio Live à FIP (Mélodie/Abeille Musique)
- 2006 : Utopies  (Naïve Records)
- 2007 : Baldamore (CD+DVD Live au Cabaret Sauvage) (Naïve Records)
- 2010 : Air Hadouk (Naïve Records)
- 2013 : Coffret Intégrale Hadouk Trio (Naïve Records)

### Avec Hadouk Quartet (Didier Malherbe / Loy Ehrlich / Eric Löhrer / Jean-Luc Di Faya) et Hadouk Duo (Malherbe/Ehrlich)
- 2013 : Hadoukly Yours (Naïve Records)
- 2017 : Le Cinquième Fruit (Naïve Records)
- 2024 : Le Concile des Oiseaux [18]

### Autres participations
- 1969 : Aquariana (Burton Greene) (BYG)
- 1971 : Obsolete (Dashiell Hedayat) (Shandar, rééd. Mantra)
- 1972 : Whatevershebringswesing (Kevin Ayers) (Harvest)
- 1974 : Hatfield and the North (Hatfield and the North) (Virgin)
- 1974 : To Keep from Crying (Comus) (Virgin)
- 1975 : Clearlight Symphony (Clearlight) (Virgin)
- 1975 : Fish Rising (Steve Hillage) (Virgin)
- 1978 : Visions (Clearlight) (Polydor)
- 1979 : Downwind (Pierre Moerlen’s Gong) (Arista)
- 1980 : Live (Pierre Moerlen’s Gong) (Arista)
- 1981 : Robot Woman 1 (Mother Gong) (Butt)
- 1981 : Battle of the Birds (avec Harry Williamson, Anthony Phillips et Gilli Smyth) (Ottersongs, rééd. Voiceprint)
- 1982 : Solilaï (Pierre Bensusan) (RCA)
- 1982 : Robot Woman 2 (Mother Gong) (Shanghai)
- 1982 : N (Lili Drop) (Arabella)
- 1983 : Casino de Paris (Jacques Higelin) (Pathé-Marconi)
- 1985 : Aï (Jacques Higelin) (Pathé-Marconi)
- 1987 : Pip Pyle’s Equip’Out (Pip Pyle’s Equip’Out) (52e Rue Est, rééd. Voiceprint)
- 1988 : Orchestra V (Mimi Lorenzini) (Muséa)
- 1988 : Tarka (Anthony Phillips & Harry Williamson) (PRT/Baillemont, rééd. Voiceprint)
- 1989 : French Corazon (Brigitte Fontaine) (Midi)
- 1993 : Live (Short Wave) (Gimini)
- 1993 : Les Îles du Désert (Loy Ehrlich) (Tangram)
- 1994 : R.S.V.P. (Richard Sinclair) (Sinclair Songs)
- 1994 : Aux Héros de la Voltige (Jacques Higelin) (EMI)
- 1997 : Les Palaces (Brigitte Fontaine) (Virgin)
- 1998 : Seven Year Itch (Pip Pyle) (Voiceprint)
- 2000 : Soup Songs Live - The Music of Robert Wyatt (Annie Whitehead – Soupsongs) (Voiceprint)
- 2001 : Kekeland (Brigitte Fontaine) (Virgin)
- 2005 : Folklores Imaginaires (Eric Séva) (Harmonia Mundi)
- 2006 : Elevations (Steve Shehan) (Safar Éditions)
- 2006 : Conspiracy Theories (Phil Miller’s In Cahoots) (Crescent Discs)
- 2010 : Le Triomphe de l'Amour (Areski Belkacem) (Universal)
- 2014 : Impressionist Symphony (Clearlight) (Gonzo Multimedia)
- 2017 : Jésus de Nazareth à Jérusalem (Pascal Obispo) CD BO du spectacle (Sony)
- 2017 : Bledi (Hend Zouari) (Diwan Musik Company)
- 2017 : Tara (Jan Schumacher) CD Jazzenvue
- 2018 : Bô,le Voyage Musical  (Catherine Lara ) CD BO du spectacle (Warner)
- 2021 : Héliotropiques  (ALULA ) CC 03

### Filmographie avec Hadouk DVD
- 2004 : Hadouk Trio live au Satellit café (Naïve)
- 2007 : Hadouk Trio live au Cabaret sauvage (Naïve)
- 2015 : Romantic Warriors III: Canterbury Tales (en) (DVD)

### Filmographie
- 1966 : Chappaqua de Conrad Rooks (musique Ravi Shankar)
- 1968 : Les Idoles de Marc'O (musique Stéphane Vilar et Patrick Greussay)
- 1972 : Continental Circus de Jérôme Laperrousaz (avec Gong)
- 1972 : Le Grand Départ de Martial Raysse (avec Gong)
- 1992 : 1492 : Christophe Colomb de Ridley Scott (musique Vangelis)
- 1999 : Les Quatre Saisons d'Espigoule de Christian Philibert (musique Michel Korb)
- 2004 : Blueberry  de Jan Kounen (musique : Jean-Jacques Hertz et François Roy)
- 2005 : Iznogoud de Patrick Braoudé (musique : Jacques Davidovici)
- 2005 : Kirikou et les Bêtes sauvages de Michel Ocelot (musique Manu Dibango)
- 2006 : Sa Majesté Minor de Jean-Jacques Annaud (musique Javier Navarreté)
- 2007 :  99 Francs by Jan Kounen  (musique : Jean-Jacques Hertz et François Roy)
- 2010 : The Lady de Luc Besson (musique Éric Serra)
- 2013 : La danza de la realidad de Alejandro Jodorowsky (musique Adan Jodorowsky)
- 2022 : Les Survivants de Guillaume Renusson (musique Olivier Militon)